# Mine de Serbariu

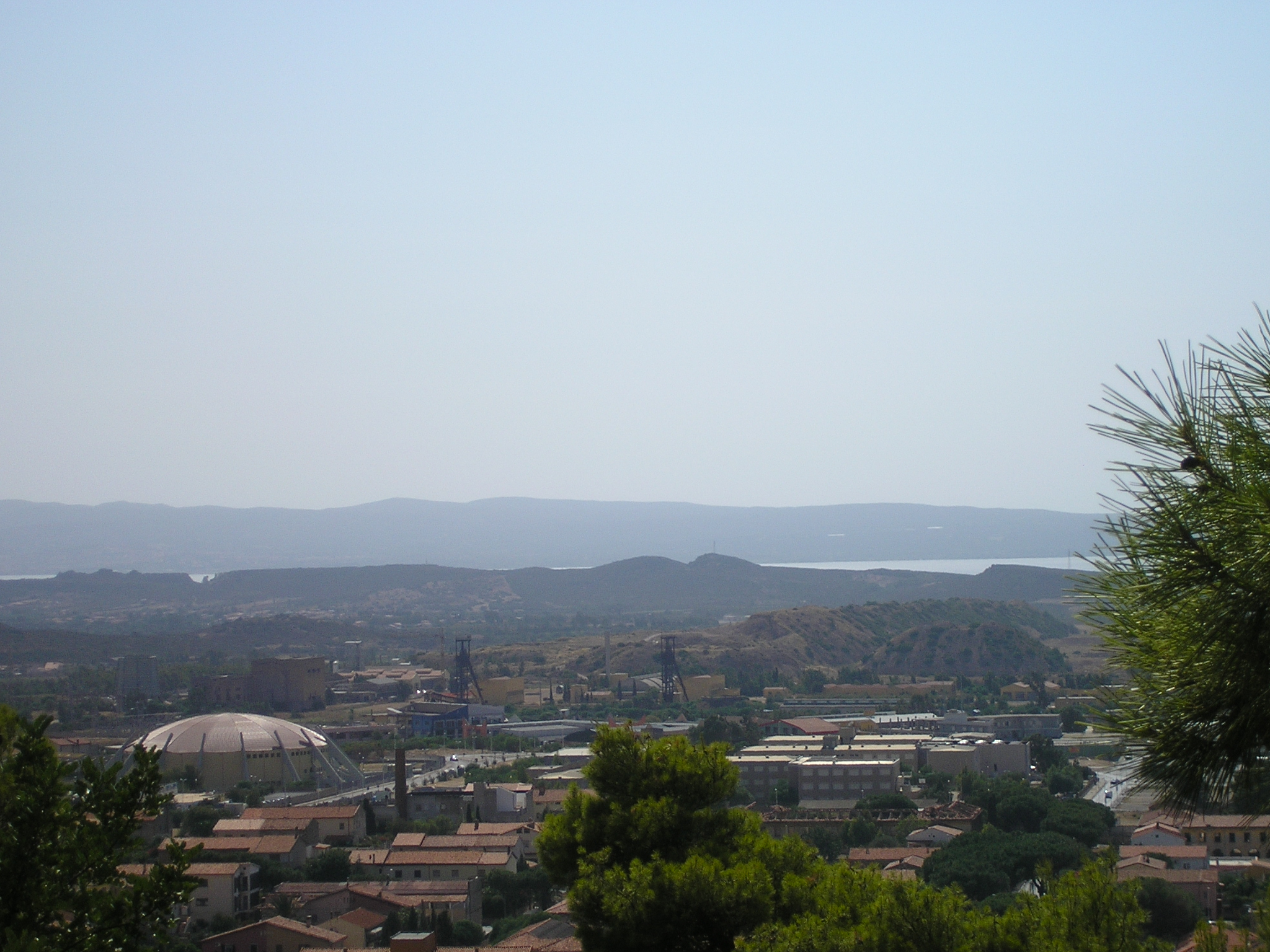
Le site minier de Serbariu depuis le mont Rosmarino

La mine de Serbariu est une ancienne mine de houille située près de la commune de Carbonia, dans la province du Sud-Sardaigne, en Sardaigne.
Active de 1937 à 1964, cette mine constitue, entre les années 1930 et 1950, une des plus grandes ressources énergétiques pour l'Italie.

## Historique

### Création et développement
Au cours des années 1936-1937, la Società Mineraria Carbonifera Sarda mena dans le bassin houiller du Sulcis  une intense campagne de prospection minière  découvrant et délimitant, après sondage, un vaste gisement de charbon au sud de la mine de Sirai (active depuis 1918).  À l'ouest de la zone, se construisit la ville de Carbonia, ville conçue et développée selon la politique d'économie autarcique prônée par le régime faciste de l'époque. Après le droit d'exploitation obtenu officiellement le 18 janvier 1939, les travaux d'aménagement de la mine commencèrent immédiatement avec des forages de puits jusqu'à 179 mètres de profondeur (103 m au-dessous du niveau de la mer).

### Déclin
Dans les années 1950, après l'adhésion de l'Italie à la Communauté européenne du charbon et de l'acier (CECA), tout le secteur minier connut une période marquée par des reconversions d'entreprise, fermeture de nombreux chantiers et le déplacement de l'activité minière vers le centre du bassin avec la construction de la nouvelle mine de Seruci.

### Fermeture
Fermées officiellement en 1971 puis abandonnées, les installations connurent une  rapide détérioration. Vingt ans plus tard, en 1991, l'administration communale - consciente de ce patrimoine industriel en péril - intervint pour l'acheter et le sauvegarder.
En 2002, fut ouvert au public un premier chantier pour la restauration de la lampisteria (salle des lampes) et les travaux de finition se prolongèrent jusqu'au mois d'octobre 2006.
Aujourd'hui, le site minier a été restauré puis transformé en musée du charbon (it) et inauguré le 3 novembre 2006 ; sont présentées au public les structures minières, tels la salle des lampes, la salle des treuils et un tunnel souterrain.

## Galerie de photo

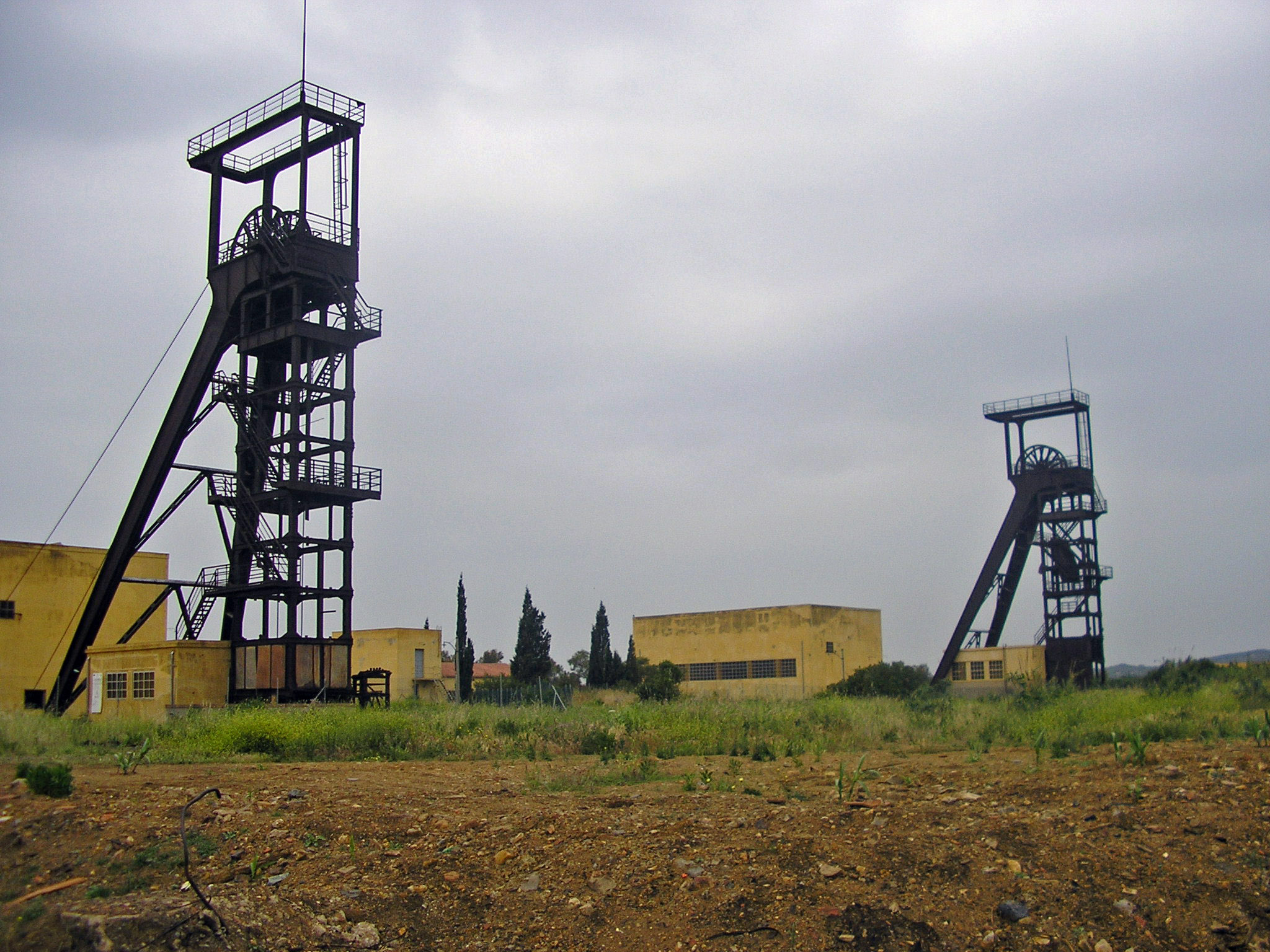
Les deux chevalements.
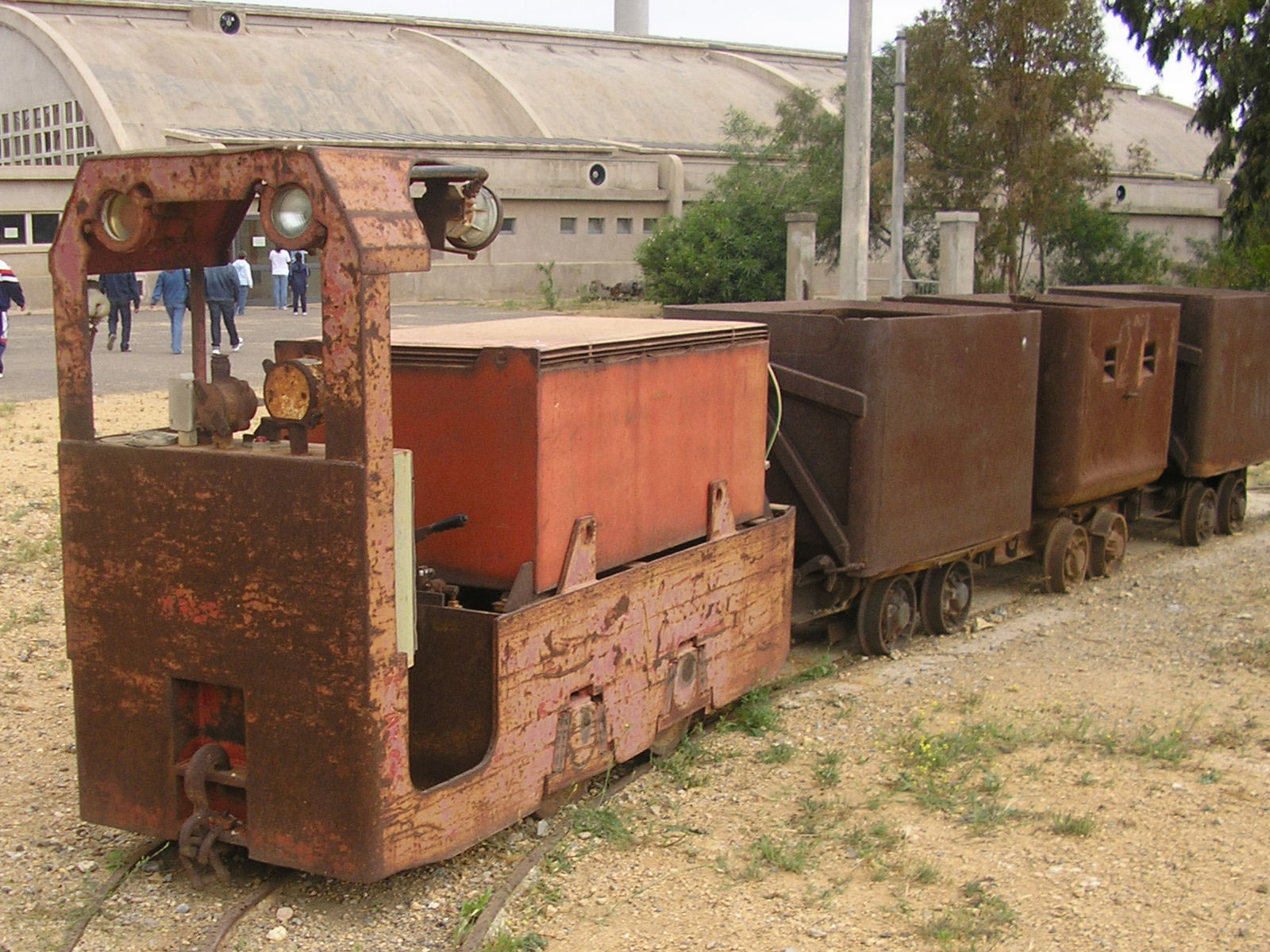
Wagonnets à charbon.
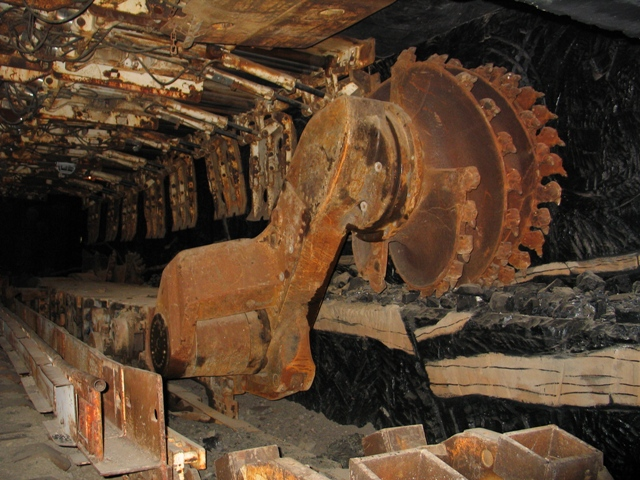
La tagliatrice.
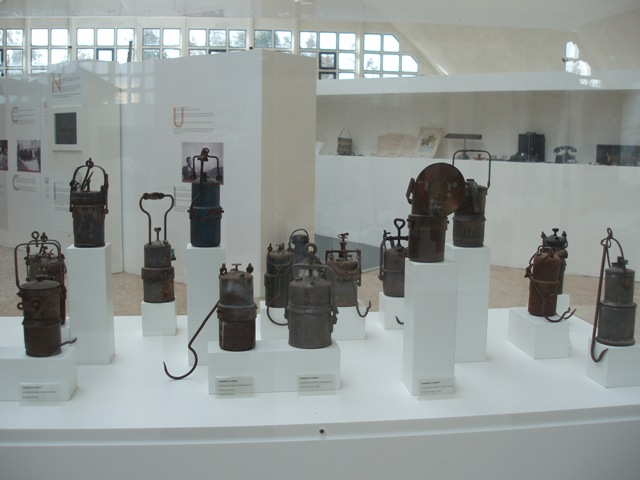
Lampes de mineur au musée du charbon (it).